# هایکو شولتس
هایکو شولتس (به آلمانی: Heiko Scholz) بازیکن فوتبال و هافبک اهل آلمان شرقی بود که از سال ۱۹۸۷ میلادی عضو تیم ملی فوتبال آلمان شرقی بوده‌است. وی در ۷ بازی ملی حضور داشته و در بازی‌های ملی‌اش گلی به ثمر نرساند. هایکو شولتس آخرین بازی ملی خود را در سال ۱۹۹۰ میلادی انجام داد.